# Odontocera barnouini
Odontocera barnouini là một loài bọ cánh cứng trong họ Cerambycidae.